# Muzeul de Științe Naturale din Piatra Neamț
Muzeul de Științe Naturale din Piatra-Neamț este un muzeu județean din Piatra-Neamț, amplasat în Str. Petru Rareș nr. 26. A luat ființă în anul 1960 și deține o colecție de pești fosili unică în lume, dar și exponate rarisime din geologia, flora și fauna munților Neamțului (Ceahlăul, îndeosebi). Deschis pentru marele public în anul 1965 (clădirea a fost donată de regretatul istoric Iulian Antonescu), Muzeul de Științe Naturale Piatra-Neamț a devenit, în scurt timp, unul din muzeele de referință din România. Expoziția de bază este concepută sub forma unei prezentări monografice complexe a teritoriului județului Neamț, sub aspect geologic, paleontologic, floristic, faunistic și ecologic. În expoziție rețin atenția în mod special exponatele de mineralogie și petrografie; dioramele și biogrupele, care prezintă ecosisteme reprezentative din județul Neamț, cu numeroase rarități floristice și faunistice, cum ar fi dioramele care ilustrează interesanta floră și faună din Parcurile Naționale Ceahlău și Cheile Bicazului-Hășmaș. Colecțiile științifice ale muzeului (de mineralogie-petrografie, paleontologie, botanică, zoologie) cuprind peste 50.000 de obiecte.
Clădirea muzeului a fost construită până la acoperiș în 1942 și terminată în 1965.